# Loits
Loits е музикална група от Естония, в стил националсоциалистически блек метъл. Основана е през 1996 г., като в началото изпълнява езически блек метъл.

## Състав
Ностаящ състав
- Lembetu – вокал, китара
- Karje – клавири
- M. Divine – бас
- Marko Atso – барабани
- Markus Karmo – китара
- Draconic – китара

Бивши членове
- Massacra – барабани (1996)
- Alan Kalm – китара (1999 – 2000)
- Gates – китара (2000 – 2005, 2006 – 2007)
- Lauri Kuriks – китара (2007 – 2008)
- Hendric – бас (2009 – 2011)

## Дискография
Студийни албуми
- Ei kahetse midagi (2001)
- Vere kutse kohustab (2004)
- Must album (2007)

EP
- Legion Estland (2002)
- Meeste muusika (2004)
- Mustad laulud (2007)
- Raiugem ruunideks (2013)
- Tulisilma Sünd (2016)

Компилации
- Promo 2004 (2004)

Сингли
- You, That May Wither (2019)

Demo
- Tõelised kuningad Promo (1999)
- Tõelised kuningad / Rehearsal (2000)

Видео
- Reval 15.02.2003 (2003)
- Vere kutse (2006)
- Leegion laval 12.01.07 (2007)